# Goulburn (plaats)

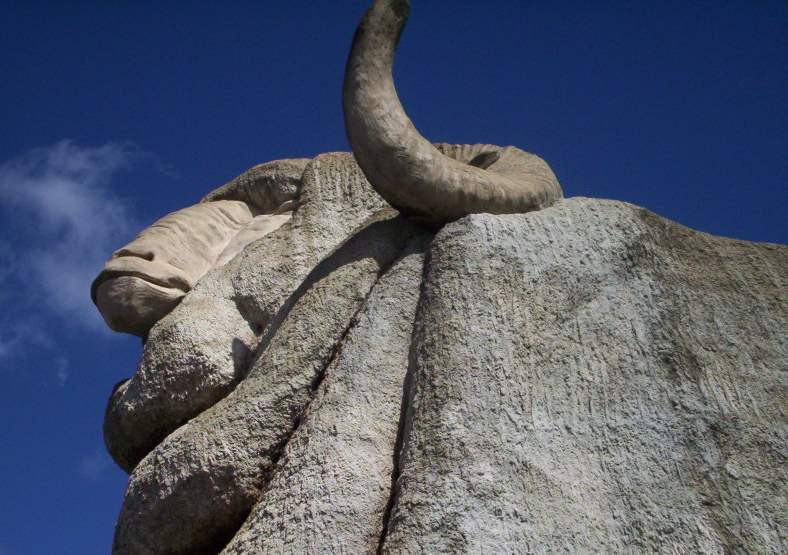
Ode aan het schaap

Goulburn is een plaats in de Australische staat New South Wales en ligt circa 100 kilometer ten noorden van Canberra. Het is de hoofdplaats van de Goulburn Mulwaree Council.
Goulburn is in 1833 gesticht en had in 2006 20.127 inwoners. De plaats is het centrum van een gebied dat bekendstaat om haar schapen en de wol.
In Goulburn staat daarom ook een betonnen beeld van een schaap van 15 meter hoog en 21 meter lang. Rambo is een monument ter ere van de wolindustrie ter plaatse.
De stad ligt aan de snelweg tussen Canberra en Sydney.  Daarnaast ligt bij de stad een spoorknooppunt.

## Geboren in Goulburn
- Dunc Gray (1906-1996), wielrenner, olympisch kampioen (1932)
- George Lazenby (1939), acteur en model, eenmalig James Bond acteur

Albury ·
Armidale ·
Bathurst ·
Blue Mountains ·
Broken Hill ·
Cessnock ·
Coffs Harbour ·
Dubbo ·
Gosford ·
Goulburn ·
Grafton ·
Griffith ·
Greater Taree ·
Hawkesbury ·
Lake Macquarie ·
Lismore ·
Lithgow ·
Maitland ·
Newcastle ·
Orange ·
Queanbeyan ·
Shellharbour ·
Shoalhaven ·
Sydney (hoofdstad) ·
Tamworth ·
Tanglewood ·
Wagga Wagga ·
Wollongong ·
Wyong